# Nachal Maršan
Nachal Maršan (hebrejsky נחל מרשן) je vádí na pomezí regionu Šefela a severního okraje Negevské pouště, v jižním Izraeli.
Začíná v nadmořské výšce přes 100 metrů severovýchodně od vesnice Dorot. Směřuje pak k severozápadu mírně zvlněnou zemědělsky využívanou krajinou. Jižně od vesnice Bror Chajil ústí zleva do toku Nachal Šikma.